# 格礼杰当纽
格禮傑當紐（發音：[kəlé tɕé tàʊɴ ɲjò]；1385年—1426年），旧譯迦梨夷旦瑜，或稱格禮王，本名芒尼奧（Maung Nyo），他是緬甸阿瓦王朝君主，1425年11月至1426年5月間在位。格禮傑當紐是阿瓦國王德勒帕耶的兒子、前任國王明拉艾的堂伯父。
1385年，格禮傑當紐與戛里詔法之女敏傑（Min Kye）婚配。1400年4月，格禮傑當紐的父親德勒帕耶登基為王，格禮傑當紐被立為王儲。同年11月，德勒帕耶被暗殺，異母弟明康繼位，格禮傑當紐被明康遣至戛里任職總督。
1425年8月，格禮傑當紐的情人、王妃信菩彌與錫箔詔法合謀伏殺了國王底哈都。信菩彌將底哈都之子、年僅七歲的明拉艾扶上王位，三個月後毒死了他。
1425年11月，格禮傑當紐從戞里率軍至阿瓦，在信菩彌與錫箔詔法的幫助下登上王位，立其為王后。格禮傑當紐的統治是短暫的，1426年5月，孟養詔法孟養德多率軍至阿瓦奪得王位。格禮傑當紐與信菩彌乘船逃至沙林，打算經安隘前往阿臘干。然而，格禮傑當紐於瑞齊陶附近病逝。不久，信菩彌被召回阿瓦，成為孟養德多的妃子。